# Herbert Wernicke

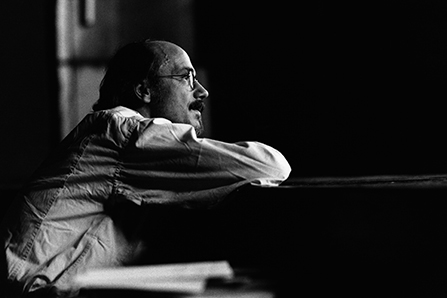
Herbert Wernicke (1987)

Herbert Wernicke (* 24. März 1946 in Auggen, Baden-Württemberg; † 16. April 2002 in Basel) war Opernregisseur, Bühnen- und Kostümbildner.

## Leben
Herbert Wernicke, Sohn des gleichnamigen Gemälderestaurators am Herzog Anton Ulrich-Museum in Braunschweig, studierte 1965–1966 Klavier, Flöte und Dirigieren am Konservatorium in Braunschweig. 1967–1971 studierte an der Kunstakademie München Kostüm- und Bühnenbild. Nach Engagements in Landshut (1971) und Wuppertal (1972–1974) sowie ersten Schauspielinszenierungen in Darmstadt, entstand 1978 in Darmstadt mit Händels Belsazar seine erste Opernregie. Ab den späten 1980er-Jahren lag der Schwerpunkt seiner künstlerischen Arbeit beim Theater der Stadt Basel, wo er seit 1990 lebte. Daneben schuf er Inszenierungen für große Opernhäuser Europas und Amerikas sowie für die Salzburger Festspiele.
Am 16. April 2002 verstarb Herbert Wernicke unerwartet nach kurzer, schwerer Krankheit im Kantonsspital Basel. Am 5. Mai 2002 hatte am Theater Basel Israel in Egypt Premiere. Die Inszenierung wurde in der fragmentarischen Form gezeigt, in der sie Herbert Wernicke am Tag vor seinem Tod hinterlassen hat. Er wurde in seinem Geburtsort Auggen beerdigt.
Sein Nachlass befindet sich in der Berliner Akademie der Künste. Sie zeigte vom 29. Januar bis 26. März  2006 eine Ausstellung zum Schaffen Herbert Wernickes unter dem Titel Harmonie statt Utopie – Herbert Wernicke, Regisseur und Bühnenbildner. Zur Ausstellung erschien der Bildband: Harmonie bleibt Utopie. Herbert Wernicke – Regisseur und Bühnenbildner·
Herbert Wernicke war in zweiter Ehe mit der Schauspielerin und Sängerin Desirée Meiser verheiratet.

## Wichtige Inszenierungen
- Judas Maccabaeus (Bayerische Staatsoper)
- Der fliegende Holländer (Bayerische Staatsoper)
- Hippolyte et Aricie (Deutsche Oper Berlin)
- Oberon (Deutsche Oper Berlin)
- Jephta (Bremen)
- Montezuma (Deutsche Oper Berlin)
- Messias (Deutsche Oper Berlin)
- Così fan tutte (Theater Basel)
- Salome (Theater Basel)
- Im weißen Rößl (Theater Basel)
- Die Fledermaus (Theater Basel)
- Le Cinesi / Echo und Narcisse (Schlosstheater Schwetzingen; Musikalische Leitung: René Jacobs)
- Moses und Aron (Oper Frankfurt; Musikalische Leitung: Gary Bertini)
- Aus einem Totenhaus (Darmstadt)
- Der Kreidekreis (Alexander von Zemlinsky; Hamburg)
- Lulu (1983, Staatstheater Hannover; Musikalische Leitung: George Alexander Albrecht)
- Il barbiere di Siviglia (1983, Darmstadt)

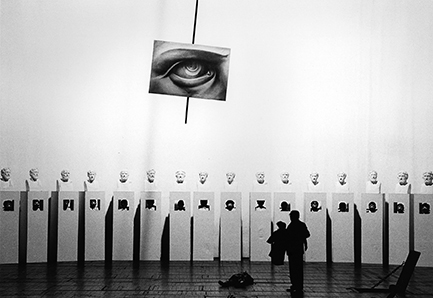
Die Prophezeihung des Goldenen Zeitalters (1984)

- Die Prophezeihung des Goldenen Zeitalters und der Schrecken der Hölle (Florentiner Intermedien), erste szenische Aufführung seit 1589 (1984, Staatstheater Kassel)

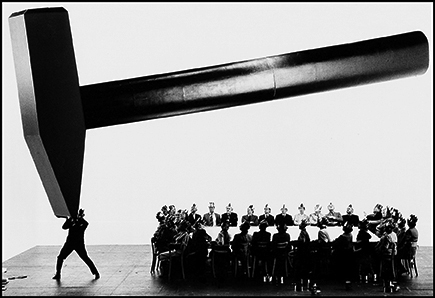
O Ewigkeit, du Donnerwort (1987)

- Barock Trilogie (Phaéton / O Ewigkeit, du Donnerwort (nach Kantaten von Johann Sebastian Bach) / Orfeo ed Euridice) (1985–1989, Staatstheater Kassel)
- Hoffmanns Erzählungen (1985, Oper Frankfurt)
- Wiener Blut (1986, Theater des Westens in Berlin)
- Herzog Blaubarts Burg die Oper in einem Akt von Béla Bartók in Wernickes Inszenierung im unmittelbaren nur durch eine Pause unterbrochenen, szenisch und psychologisch intelligentem Nacheinander derselben Oper in zwei verschiedenen Fassungen von Bartok (1988, De Nederlandse Opera Amsterdam; Übernahme der Produktion: 1994, Oper Frankfurt; Musikalische Leitung: Sylvain Cambreling)
- Der Ring des Nibelungen (1991, Théâtre de la Monnaie Brüssel; Wiederaufnahme: 1994, Oper Frankfurt; Musikalische Leitung: Sylvain Cambreling)
- La Calisto (1993, Théâtre de la Monnaie Brüssel; Musikalische Leitung: René Jacobs)
- Orfeo (1993, Salzburger Festspiele)
- Boris Godunow (1994, Salzburger Festspiele, in Zusammenarbeit mit den Osterfestspielen, musikalische Leitung: Claudio Abbado)
- Der Rosenkavalier (1995, Salzburger Festspiele, Dirigent: Lorin Maazel)
- Fidelio (1996, Salzburger Festspiele, Dirigent: Sir Georg Solti)
- Pelléas et Mélisande (1996, Théâtre de la Monnaie Brüssel)
- Aus Deutschland (Mauricio Kagel, 1997, Koproduktion des Theater Basel mit dem Holland Festival und den Wiener Festwochen)
- Entführung im Konzertsaal (Mauricio Kagel, Teatro La Fenice in Venedig, Uraufführung)
- Don Carlo (1998, Salzburger Festspiele)
- I vespri siciliani (1998, Wiener Staatsoper)
- Giulio Cesare (1998, (Theater Basel), Liceu Barcelona)
- Palestrina (1999, Wiener Staatsoper)
- Wie liegt die Stadt so wüste, die voll Volkes war (von Heinrich Schütz und Matthias Weckmann. 1999, Theater Basel)
- Les Troyens (2000, Salzburger Festspiele)
- Actus tragicus mit Kantaten von Johann Sebastian Bach (Dezember 2000, Theater Basel, Bayerischer Theaterpreis 2001)
- Die Frau ohne Schatten (Dezember 2001, Metropolitan Opera New York)
- Giulio Cesare (2002, Staatstheater Hannover)
- Das Rheingold (2002, Bayerische Staatsoper München)
- Israel in Egypt (Fragment, 2002, Theater Basel) Wernicke starb in der Probenphase, szenische Aufführung nur des 1. Aktes
- Die Walküre (Entwurf, 2002, Bayerische Staatsoper) Wernicke starb 4 Wochen vor Beginn der Proben.

## Inszenierungen Herbert Wernickes auf DVD
- Francesco Cavalli: La Calisto, Aufzeichnung aus dem Theatre Royal de La Monnaie de Bruxelles, HMF 1996.
- Hector Berlioz: Les Troyens, Live-Mitschnitt von den Salzburger Festspielen 2000 (Bel Air Media / ARTE France / France 3), Arthaus 2002 (Lizenzausgabe auch als Zweitausendeins Edition)
- Richard Strauss: Der Rosenkavalier, Aufzeichnung der Wiederaufnahme der Produktion der Salzburger Festspiele im Festspielhaus Baden-Baden, Decca/Universal 2009
- Georg Friedrich Händel: Giulio Cesare, Live-Mitschnitt aus dem Gran Teatre del Liceu, Barcelona im Juli 2004, TDK 2005

## Auszeichnungen
- 2001 Bayerischer Theaterpreis